# Børge Lund
Børge Lund (ur. 13 marca 1979 w Bodø) – norweski piłkarz ręczny, wielokrotny reprezentant kraju, gra na środkowego rozgrywającego. Obecnie występuje w Bundeslidze, w drużynie Füchse Berlin.

## Sukcesy
- 2010: zwycięstwo w Bundeslidze
- 2008, 2009, 2010: mistrzostwo Niemiec
- 2008, 2009: puchar Niemiec
- 2007: superpuchar Niemiec